# 陳懋觀
陳懋觀（1515年—1569年），字孔質，號益泉，福建福州府長樂縣人，民籍，明朝政治人物。

## 生平
嘉靖二十五年（1546年）丙午科福建鄉試第五十五名舉人。嘉靖三十二年（1553年）中式癸丑科三甲第四十九名進士。刑部观政，授浙江会稽知县，丁祖母忧归。起复补浙江山阴县，三十八年九月选授兵科给事中。四十二年九月弹劾总督闽广都御史张臬纵寇殃民。十月虜擁眾自牆子嶺磨刀峪潰牆入犯，京師戒嚴，蓟辽总督杨选被逮治问罪，兵科都給事中丘橓條陳邊臣善後事宜，觸怒世宗，杖六十黜為民，兵科陳懋觀謫定遠典史，後遷松江府推官，又兼攝上海縣事。遷南京兵部車駕司主事，尋轉吏部文選司郎中，出為廬州府知府，隆慶三年乞骸骨，不得，不久病卒。

## 家族
曾祖陳景隆，監察御史；祖父陳良貴，陽朔教諭；父陳山，贈廬州府知府；母潘氏。弟懋明、懋章、懋憲。
子经济、經綸、经义、经术、經略、經藴。